# Superliha 2021-2022 (maschile)
La Superliha 2021-2022, 31ª edizione della massima serie del campionato ucraino di pallavolo maschile si è svolta dal 2 ottobre 2021 al 19 febbraio 2022: al torneo hanno partecipato otto squadre di club ucraine e la vittoria finale è andata per la prima volta all'Epicentr-Podoljany.

## Regolamento

### Formula
La formula ha previsto: 
- Regular season, disputata con un sistema di concentramenti per un totale di quattordici turni da otto gare ciascuno, dove le squadre si sono incontrate reciprocamente per quattro volte. Al termine:
  - le prime due classificate hanno acceduto alle semifinali dei play-off scudetto;
  - le squadre classificate dal terzo al sesto posto hanno acceduto ai quarti di finale;
  - le squadre classificate al settimo ed ottavo posto hanno acceduto alla finale per il 7º posto;
- Play-off scudetto: strutturati in quarti di finale, semifinali, finale terzo posto e finale al meglio delle tre vittorie su cinque gare; le squadre perdenti i quarti di finale hanno acceduto alla finale per il 5º posto;
- Finale 5º posto, al meglio delle due vittorie su cinque gare;
- Finale 7º posto, al meglio delle tre vittorie su cinque gare; la perdente ha acceduto allo spareggio promozione-retrocessione contro la seconda classificata della Vyšča Liha;
- Spareggio promozione-retrocessione al meglio delle tre vittorie su cinque gare; la vincente ha ottenuto il diritto di partecipare alla Superliha per la stagione successiva[2].

Il torneo è stato sospeso il 24 febbraio 2022 in conseguenza dell'invasione russa dell'Ucraina; il 17 maggio 2022 è stato dichiarato definitivamente concluso e la classifica della regular season al momento dell'interruzione ha determinato l'assegnazione del titolo e le qualificazioni alle competizioni CEV per club.

### Criteri di classifica
Se il risultato finale è stato di 3-0 o 3-1 sono stati assegnati 3 punti alla squadra vincente e 0 a quella sconfitta, se il risultato finale è stato di 3-2 sono stati assegnati 2 punti alla squadra vincente e 1 a quella sconfitta.
L'ordine del posizionamento in classifica è stato definito in base a:
- Numero di vittorie;
- Punti;
- Ratio dei set vinti/persi;
- Ratio dei punti realizzati/subiti;
- Risultati degli scontri diretti[2].

## Squadre partecipanti
Prima dell'inizio del campionato le squadre del Serce Podillja e del Prybyliv, aventi titolo di partecipazione si sono ritirate: il torneo inizialmente previsto a dieci squadre si è pertanto svolto con otto partecipanti.
| Club                | Stagione | Città       | Impianto                     | Stagione precedente                                           |
| ------------------- | -------- | ----------- | ---------------------------- | ------------------------------------------------------------- |
| Barkom-Kažany       | dettagli | Leopoli     | Bosko-Arena                  | 1ª in Superliha; campione d'Ucraina                           |
| Burevisnyk Černihiv | dettagli | Černihiv    |                              | 8ª in Superliha                                               |
| Epicentr-Podoljany  | dettagli | Horodok     | Sportyvnyj kompleks          | 2ª in Superliha; finale play-off scudetto                     |
| Jurydyčna akademija | dettagli | Charkiv     |                              | 5ª in Superliha; finale 3º posto play-off scudetto            |
| Dnipro              | dettagli | Dnipro      | Sportyvnyj kompleks Olimpija | 1ª in Vyšča Liha                                              |
| Rešetylivka         | dettagli | Rešetylivka | Zavod medyčnoho skla         | 2ª in Vyšča Liha                                              |
| Vinnycja            | dettagli | Trostjanec' | Jaroslava Mudroho            | 4ª in Superliha; quarti di finale play-off scudetto           |
| Žytyči              | dettagli | Žytomyr     | Sportyvnyj kompleks Dynamo   | 3ª in Superliha; vincitrice finale 3º posto play-off scudetto |

## Torneo

### Regular season

#### Risultati
| Primo turno |                                           |     |                            |
|             |                                           |     |                            |
| 02-10       | Jurydyčna akademija - Burevisnyk Černihiv | 3-0 | 25-19, 25-18, 25-16        |
| 02-10       | Dnipro - Rešetylivka                      | 3-0 | 25-20, 25-23, 25-22        |
| 03-10       | Burevisnyk Černihiv - Dnipro              | 1-3 | 24-26, 32-34, 25-22, 15-25 |
| 03-10       | Rešetylivka - Jurydyčna akademija         | 3-1 | 16-25, 25-15, 25-22, 25-18 |
| 16-10       | Barkom-Kažany - Žytyči                    | 1-3 | 23-25, 23-25, 25-18, 19-25 |
| 16-10       | Epicentr-Podoljany - Vinnycja             | 3-0 | 25-14, 25-15, 25-19        |
| 17-10       | Žytyči - Epicentr-Podoljany               | 0-3 | 22-25, 22-25, 24-26        |
| 17-10       | Vinnycja - Barkom-Kažany                  | 0-3 | 18-25, 21-25, 22-25        |

| Secondo turno |                                          |     |                                   |
|               |                                          |     |                                   |
| 08-10         | Jurydyčna akademija - Žytyči             | 1-3 | 25-22, 12-25, 18-25, 18-25        |
| 08-10         | Dnipro - Vinnycja                        | 3-2 | 25-22, 22-25, 24-26, 25-19, 15-12 |
| 09-10         | Žytyči - Dnipro                          | 3-0 | 25-18, 25-18, 25-20               |
| 09-10         | Vinnycja - Jurydyčna akademija           | 0-3 | 20-25, 17-25, 17-25               |
| 08-10         | Barkom-Kažany - Burevisnyk Černihiv      | 3-0 | 25-9, 25-14, 25-15                |
| 08-10         | Epicentr-Podoljany - Rešetylivka         | 3-0 | 25-16, 25-15, 25-20               |
| 09-10         | Burevisnyk Černihiv - Epicentr-Podoljany | 0-3 | 17-25, 15-25, 21-25               |
| 09-10         | Rešetylivka - Barkom-Kažany              | 0-3 | 13-25, 22-25, 24-26               |

| Terzo turno |                                          |     |                                   |
|             |                                          |     |                                   |
| 22-10       | Burevisnyk Černihiv - Žytyči             | 0-3 | 15-25, 17-25, 5-25                |
| 22-10       | Rešetylivka - Vinnycja                   | 3-2 | 32-34, 24-26, 25-22, 25-21, 22-20 |
| 23-10       | Žytyči - Rešetylivka                     | 3-0 | 25-20, 25-13, 25-16               |
| 23-10       | Vinnycja - Burevisnyk Černihiv           | 3-0 | 25-22, 25-20, 25-21               |
| 23-10       | Barkom-Kažany - Jurydyčna akademija      | 3-0 | 25-12, 25-18, 25-18               |
| 23-10       | Epicentr-Podoljany - Dnipro              | 3-0 | 25-22, 25-23, 25-23               |
| 24-10       | Jurydyčna akademija - Epicentr-Podoljany | 1-3 | 25-23, 21-25, 21-25, 10-25        |
| 24-10       | Dnipro - Barkom-Kažany                   | 0-3 | 22-25, 15-25, 12-25               |

| Quarto turno |                                    |     |                                   |
|              |                                    |     |                                   |
| 06-11        | Barkom-Kažany - Epicentr-Podoljany | 1-3 | 25-21, 26-28, 25-27, 20-25        |
| 07-11        | Barkom-Kažany - Epicentr-Podoljany | 2-3 | 26-24, 25-23, 17-25, 19-25, 12-15 |
| 30-10        | Dnipro - Jurydyčna akademija       | 3-1 | 25-21, 25-19, 21-25, 29-27        |
| 31-10        | Dnipro - Jurydyčna akademija       | 3-1 | 25-22, 25-23, 23-25, 25-21        |
| 05-11        | Žytyči - Vinnycja                  | 3-2 | 22-25, 25-20, 23-25, 25-21, 15-13 |
| 06-11        | Žytyči - Vinnycja                  | 3-1 | 25-23, 25-20, 22-25, 25-16        |
| 13-11        | Rešetylivka - Burevisnyk Černihiv  | 3-0 | 25-12, 25-20, 25-22               |
| 14-11        | Rešetylivka - Burevisnyk Černihiv  | 3-0 | 25-17, 25-22, 32-30               |

| Quinto turno |                                           |     |                            |
|              |                                           |     |                            |
| 04-12        | Burevisnyk Černihiv - Jurydyčna akademija | 0-3 | 23-25, 12-25, 19-25        |
| 04-12        | Rešetylivka - Dnipro                      | 3-0 | 25-20, 26-24, 25-20        |
| 05-12        | Jurydyčna akademija - Rešetylivka         | 3-1 | 27-25, 25-17, 24-26, 25-22 |
| 05-12        | Dnipro - Burevisnyk Černihiv              | 3-0 | 25-13, 25-22, 25-22        |
| 20-11        | Žytyči - Barkom-Kažany                    | 1-3 | 22-25, 26-28, 26-24, 19-25 |
| 20-11        | Vinnycja - Epicentr-Podoljany             | 0-3 | 17-25, 22-25, 25-27        |
| 21-11        | Barkom-Kažany - Vinnycja                  | 3-0 | 25-20, 25-18, 25-18        |
| 21-11        | Epicentr-Podoljany - Žytyči               | 3-0 | 25-19, 25-15, 25-21        |

| Sesto turno |                                          |     |                                   |
|             |                                          |     |                                   |
| 10-12       | Žytyči - Jurydyčna akademija             | 2-3 | 26-28, 25-16, 23-25, 25-20, 13-15 |
| 10-12       | Vinnycja - Dnipro                        | 1-3 | 22-25, 17-25, 25-20, 25-27        |
| 11-12       | Jurydyčna akademija - Vinnycja           | 3-0 | 25-23, 38-36, 25-21               |
| 11-12       | Dnipro - Žytyči                          | 0-3 | 29-31, 21-25, 23-25               |
| 11-12       | Rešetylivka - Barkom-Kažany              | 1-3 | 11-25, 25-23, 17-25, 24-26        |
| 11-12       | Burevisnyk Černihiv - Epicentr-Podoljany | 0-3 | 14-25, 16-25, 10-25               |
| 12-12       | Barkom-Kažany - Burevisnyk Černihiv      | 3-0 | 25-13, 25-15, 25-20               |
| 12-12       | Epicentr-Podoljany - Rešetylivka         | 3-2 | 21-25, 25-20, 37-35, 23-25, 15-8  |

| Settimo turno |                                          |     |                                   |
|               |                                          |     |                                   |
| 27-12         | Žytyči - Burevisnyk Černihiv             | 3-0 | 25-18, 25-22, 25-16               |
| 27-12         | Vinnycja - Rešetylivka                   | 3-1 | 25-20, 19-25, 26-24, 25-23        |
| 28-12         | Burevisnyk Černihiv - Vinnycja           | 1-3 | 23-25, 25-20, 22-25, 19-25        |
| 28-12         | Rešetylivka - Žytyči                     | 0-3 | 24-26, 23-25, 18-25               |
| 27-12         | Barkom-Kažany - Jurydyčna akademija      | 3-1 | 33-31, 25-16, 18-25, 25-15        |
| 27-12         | Epicentr-Podoljany - Dnipro              | 3-0 | 25-15, 25-16, 25-23               |
| 28-12         | Jurydyčna akademija - Epicentr-Podoljany | 0-3 | 18-25, 19-25, 16-25               |
| 28-12         | Dnipro - Barkom-Kažany                   | 2-3 | 26-24, 28-30, 24-26, 25-22, 10-15 |

| Ottavo turno |                                           |     |                                  |
|              |                                           |     |                                  |
| 15-01        | Jurydyčna akademija - Burevisnyk Černihiv | 3-0 | 28-26, 25-18, 25-19              |
| 15-01        | Dnipro-Prometej - Rešetylivka             | 2-3 | 25-15, 24-26, 22-25, 25-19, 8-15 |
| 16-01        | Burevisnyk Černihiv - Dnipro-Prometej     | 0-3 | 17-25, 20-25, 15-25              |
| 16-01        | Rešetylivka - Jurydyčna akademija         | 1-3 | 25-23, 18-25, 20-25, 20-25       |
| 14-01        | Barkom-Kažany - Žytyči                    | 3-0 | 25-22, 25-17, 25-20              |
| 14-01        | Epicentr-Podoljany - Vinnycja             | 3-1 | 27-25, 25-16, 20-25, 25-20       |
| 15-01        | Žytyči - Epicentr-Podoljany               | 0-3 | 22-25, 23-25, 20-25              |
| 15-01        | Vinnycja - Barkom-Kažany                  | 0-3 | 16-25, 17-25, 12-25              |

| Nono turno |                                          |     |                            |
|            |                                          |     |                            |
| 29-01      | Jurydyčna akademija - Žytyči             | 1-3 | 18-25, 25-21, 16-25, 18-25 |
| 29-01      | Dnipro-Prometej - Vinnycja               | 3-0 | 25-23, 25-22, 25-19        |
| 30-01      | Žytyči - Dnipro-Prometej                 | 0-3 | 16-25, 22-25, 22-25        |
| 30-01      | Vinnycja - Jurydyčna akademija           | 0-3 | 22-25, 14-25, 21-25        |
| 29-01      | Barkom-Kažany - Burevisnyk Černihiv      | 3-0 | 25-15, 25-13, 25-10        |
| 29-01      | Epicentr-Podoljany - Rešetylivka         | 3-0 | 25-14, 25-14, 25-17        |
| 30-01      | Burevisnyk Černihiv - Epicentr-Podoljany | 0-3 | 17-25, 17-25, 8-25         |
| 30-01      | Rešetylivka - Barkom-Kažany              | 0-3 | 20-25, 14-25, 24-26        |

| Decimo turno |                                          |     |                                   |
|              |                                          |     |                                   |
| 05-02        | Burevisnyk Černihiv - Žytyči             | 0-3 | 19-25, 21-25, 30-32               |
| 05-02        | Rešetylivka - Vinnycja                   | 3-0 | 25-23, 25-23, 25-23               |
| 06-02        | Žytyči - Rešetylivka                     | 3-2 | 25-13, 25-23, 20-25, 22-25, 15-11 |
| 06-02        | Vinnycja - Burevisnyk Černihiv           | 3-0 | 25-14, 28-26, 25-18               |
| 05-02        | Barkom-Kažany - Jurydyčna akademija      | 3-0 | 25-16, 25-17, 25-16               |
| 05-02        | Epicentr-Podoljany - Dnipro-Prometej     | 3-0 | 25-13, 25-18, 25-12               |
| 06-02        | Jurydyčna akademija - Epicentr-Podoljany | 0-3 | 20-25, 17-25, 15-25               |
| 06-02        | Dnipro-Prometej - Barkom-Kažany          | 2-3 | 25-19, 22-25, 25-16, 23-25, 12-15 |

| Undicesimo turno |                                       |     |                                   |
|                  |                                       |     |                                   |
| 23-03            | Epicentr-Podoljany - Barkom-Kažany    | -   |                                   |
| 24-03            | Epicentr-Podoljany - Barkom-Kažany    | -   |                                   |
| 12-02            | Jurydyčna akademija - Dnipro-Prometej | 1-3 | 31-29, 14-25, 28-30, 16-25        |
| 13-02            | Jurydyčna akademija - Dnipro-Prometej | 3-1 | 25-23, 25-23, 22-25, 25-19        |
| 12-02            | Vinnycja - Žytyči                     | 3-2 | 25-21, 22-25, 25-21, 15-25, 15-12 |
| 13-02            | Vinnycja - Žytyči                     | 3-2 | 25-19, 16-25, 25-13, 22-25, 15-13 |
| 11-02            | Burevisnyk Černihiv - Rešetylivka     | 1-3 | 25-23, 20-25, 20-25, 19-25        |
| 12-02            | Burevisnyk Černihiv - Rešetylivka     | 0-3 | 19-25, 22-25, 15-25               |

| Dodicesimo turno |                                           |     |                                   |
|                  |                                           |     |                                   |
| 18-02            | Jurydyčna akademija - Burevisnyk Černihiv | 3-0 | 25-22, 25-12, 25-22               |
| 18-02            | Dnipro-Prometej - Rešetylivka             | 3-0 | 25-14, 25-12, 25-17               |
| 19-02            | Burevisnyk Černihiv - Dnipro-Prometej     | 0-3 | 17-25, 22-25, 19-25               |
| 19-02            | Rešetylivka - Jurydyčna akademija         | 3-2 | 12-25, 25-22, 19-25, 25-23, 15-11 |
| 18-02            | Barkom-Kažany - Žytyči                    | 3-0 | 25-14, 25-18, 25-18               |
| 18-02            | Epicentr-Podoljany - Vinnycja             | 3-0 | 25-15, 25-14, 25-18               |
| 19-02            | Žytyči - Epicentr-Podoljany               | 0-3 | 16-25, 18-25, 18-25               |
| 19-02            | Vinnycja - Barkom-Kažany                  | 0-3 | 18-25, 19-25, 11-25               |

| Tredicesimo turno |                                          |   |  |
|                   |                                          |   |  |
| 05-03             | Jurydyčna akademija - Žytyči             | - |  |
| 05-03             | Dnipro-Prometej - Vinnycja               | - |  |
| 06-03             | Žytyči - Dnipro-Prometej                 | - |  |
| 06-03             | Vinnycja - Jurydyčna akademija           | - |  |
| 05-03             | Barkom-Kažany - Burevisnyk Černihiv      | - |  |
| 05-03             | Epicentr-Podoljany - Rešetylivka         | - |  |
| 06-03             | Burevisnyk Černihiv - Epicentr-Podoljany | - |  |
| 06-03             | Rešetylivka - Barkom-Kažany              | - |  |

| Quattordicesimo turno |                                          |   |  |
|                       |                                          |   |  |
| 11-03                 | Burevisnyk Černihiv - Žytyči             | - |  |
| 11-03                 | Rešetylivka - Vinnycja                   | - |  |
| 12-03                 | Žytyči - Rešetylivka                     | - |  |
| 12-03                 | Vinnycja - Burevisnyk Černihiv           | - |  |
| 11-03                 | Barkom-Kažany - Jurydyčna akademija      | - |  |
| 11-03                 | Epicentr-Podoljany - Dnipro-Prometej     | - |  |
| 12-03                 | Jurydyčna akademija - Epicentr-Podoljany | - |  |
| 12-03                 | Dnipro-Prometej - Barkom-Kažany          | - |  |

#### Classifica
| Pos. | Squadra             | Pt | G  | V  | P  | SV | SP | Ratio | PF   | PS   | Ratio |
| ---- | ------------------- | -- | -- | -- | -- | -- | -- | ----- | ---- | ---- | ----- |
| 1.   | Epicentr-Podoljany  | 64 | 22 | 22 | 0  | 66 | 7  | 9,429 | 1807 | 1371 | 1,318 |
| 2.   | Barkom-Kažany       | 56 | 22 | 19 | 3  | 61 | 16 | 3,812 | 1856 | 1489 | 1,246 |
| 3.   | Dnipro-Prometej     | 41 | 24 | 13 | 11 | 46 | 40 | 1,150 | 1968 | 1906 | 1,033 |
| 4.   | Žytyči              | 40 | 24 | 13 | 11 | 46 | 41 | 1,122 | 1952 | 1868 | 1,045 |
| 5.   | Lokomotyv Charkiv   | 33 | 24 | 11 | 13 | 43 | 44 | 0,977 | 1915 | 1978 | 0,968 |
| 6.   | Rešetylivka         | 29 | 24 | 10 | 14 | 38 | 50 | 0,760 | 1883 | 2033 | 0,926 |
| 7.   | Vinnycja            | 19 | 24 | 6  | 18 | 27 | 60 | 0,450 | 1831 | 2056 | 0,891 |
| 8.   | Burevisnyk Černihiv | 0  | 24 | 0  | 24 | 3  | 72 | 0,042 | 1384 | 1895 | 0,730 |

      Campione d'Ucraina
      Retrocessa in Vyšča Liha

## Verdetti
| Squadra             | Qualificazione        |
| ------------------- | --------------------- |
| Epicentr-Podoljany  | Challenge Cup 2022-23 |
| Dnipro-Prometej     | Challenge Cup 2022-23 |
| Burevisnyk Černihiv | Vyšča Liha 2022-23    |